# Вернер, Иоганн
Иоганн (иногда Иоган) Вернер из Нюрнберга (нем. Johannes Werner; 14 февраля 1468, Нюрнберг — май 1522, Нюрнберг) — немецкий математик, картограф, астроном и астролог

, работавший в Нюрнберге и Риме.

## Биография
Родился 14 февраля 1468 года в городе Нюрнберге. Пытался решить проблему вычисления долготы для определения местоположения на поверхности Земли. Работая в этом направлении, в 1514 году опубликовал метод «лунных расстояний» для оценки долготы, который опирался на наблюдения за движением Луны относительно других небесных тел. Принято полагать, что оригинальная идея этого подхода принадлежит Региомонтану, однако первенство в её практической разработке осталось за Иоганом Вернером. Тем не менее, внедрить созданный им метод в прикладной области не удалось из-за отсутствия достаточно точных астрономических таблиц и угломерных инструментов.
В тригонометрии он также считался одним из последователей Региомонтана и стал первым в Европе, кто начал применять представление произведения синусов в виде разности косинусов. Не обладая сведениями о доказательствах свойств конических сечений, которые были представлены Апполонием, Вернер вывел их независимо и самостоятельно. Одним из первых применил явление перспективы в своих геометрических выкладках и опубликовал это в «Книге о двадцати двух конических элементах». Его рукописный трактат «О треугольниках, образованных дугами больших кругов» оставил след в развитии тригонометрических исследований, однако не сохранился до нашего времени.
Некоторое время занимался проблемой прецессии и в 1522 году опубликовал короткий трактат «О движении восьмой сферы» (лат. De motu octaves sphaerae).
В честь Иоганна Вернера назван крупный ударный кратер Вернер в южной материковой области видимой стороны Луны. Название утверждено Международным астрономическим союзом в 1935 г.